# حسین فلاحی سیچانی
حسین فلاحی سیچانی (زادهٔ ۲۵ آبان ۱۳۱۷ در اصفهان – درگذشتهٔ ۲۶ شهریور ۱۴۰۰ در اصفهان) نگارگر اهل ایران بود.

## پیشینه
وی طراح، نگارگر بود، که فنون تذهیب، جامه‌سازی و کاشی‌کاری در مینیاتور سنتی ایرانی را دنبال می‌کرد. وی علاوه بر مینیاتور، طراحی، قلم‌گیری، تشعیر و تذهیب و نقشه فرش هم می‌ساخت.او از سال ۱۳۳۱ ش. نزد استاد فقید علی سجادی از شاگردان مرحوم حاج مصور الملکی نگارگری آموخت و تا سال ۱۳۶۰ با وی در خلق آثار هنری همکاری نمود و همچنین نزد یرواند نهاپطیان فنون جدید نقاشی را فراگرفت.
وی با شرکت در نمایشگاه‌های بین‌المللی هنری و جهانگردی از سال ۱۳۴۶ به مدت بیش از نیم قرن در معرفی این هنر ملی کوشید و در کتاب‌های هنری و راهنمای گردشگری بین‌المللی و مطبوعات مختلف، نقش به سزایی در شناساندن مینیاتور ایرانی در سراسر جهان داشت.
فلاحی در سال ۱۳۷۳ ش. نگارخانه نقش جهان را به عنوان یکی از اولین نگارخانه‌های مینیاتور اصفهان پس از انقلاب در نزدیکی میدان نقش جهان گشود و با دعوت از هنرمندان مختلف و ایجاد محفل‌های هنری و گشایش نگارخانه‌های دیگر به حفظ کیفیت و اصالت هنر سنتی نیاکان و خلق آثار جدید پرداخت.

## درگذشت
وی در شامگاه روز جمعه ۲۶ شهریور ماه ۱۴۰۰ در اثر سکته قلبی در سن ۸۳ سالگی درگذشت.